# SECISBP2
Le SECISBP2 (pour « SECIS-binding protein 2 ») est une protéine intervenant dans la synthèse des sélénoprotéines. Son gène est SECISBP2 situé sur le chromosome 9 humain.

## Rôle
Il se fixe sur un élément SECIS permettant l'inclusion d'une sélénocystéine lors de la transcription d'une protéine.

## En médecine
Une mutation du gène entraîne une altération de la fonction de la iodothyronine désiodase de type 2, cette dernière étant une sélénoprotéine. Elle entraîne un syndrome associant une azoospermie, une dystrophie musculaire, une photosensibilisation ainsi que des perturbations immunitaires. 